# 미아 미아
미아 미아(mia-mia)는 일부 오스트레일리아 원주민이 사용하는 나무껍질, 가지, 나뭇잎, 풀로 만든 임시 대피소이다. 이 단어는 오스트레일리아 영어에서도 "임시 보호소"를 의미하는 데 사용된다. 와타우룽(Wathawurrung) 언어에서 유래한 이 용어는 뉴질랜드에서도 사용되는데, 뉴질랜드에서는 일반적으로 mai-mai라고 표기하며 오리 사냥꾼이 사용하는 피난처나 가죽이라는 의미가 약간 다르다.